# Michał Czachowski
Michał Czachowski (ur. 22 sierpnia 1974 w Gliwicach) – polski gitarzysta flamenco, architekt i publicysta. Autor folkowej płyty Indialucia. W 2004 oraz 2005 został uznany przez pismo Gitara i Bas najlepszym gitarzystą flamenco. Jego debiutancki album został nagrodzony nagrodą Wirtualne Gęśle oraz Folkowy Fonogram Roku i został nominowany do nagrody polskiego przemysłu fonograficznego Fryderyka 2006. Album wydany był również w 2007 w USA i dotarł do 2. miejsca wśród najlepszych albumów world music. Założyciel zespołu muzyki flamenco Viva Flamenco oraz międzynarodowego projektu Indialucia. W obu składach nagrywał dla stacji telewizyjnych i radiowych oraz muzykę do filmów Święci z Bostonu 2: Dzień Wszystkich Świętych i „Naked in Ashes”.
Współpracował z takimi wykonawcami i zespołami jak: Trilok Gurtu, Jorge Pardo, Mahesh Kale, Eduardo el Clavijo, Teo Barea Muñoz, Carlos Troya, Maite Saez, Ricardo Espinosa, Rafael Cortés, Gerardo Nuñez, Rafael Cuen Garibi, Pierluca Pineroli, Domingo Patricio, David Huertas, L. Subramaniam, Kavita Krishnamurti, Keith Peters, Pratap Pawar, Avaneendra Sheolikar, Sandesh Popatkar, Prasad Khaparde, Giridhar Udupa, Steven Day, Pravin Godkhindi, Purbayan Chatterjee, Stephen Devassy, Ernie Watts, Vishwa Mohan Bhatt, Mukesh Sharma, Emam, Marek Bałata, Paweł Kukiz, Blue Café, Maria Pomianowska, Leszek Możdżer, Marcin Wyrostek oraz Tercet Egzotyczny.

## Życiorys
Wychowywał się w otoczeniu muzyki flamenco, która brzmiała w jego domu przez całe dzieciństwo. Zaczął grać na gitarze w wieku 12 lat. Umiejętności pomagały mu rozwijać takie gwiazdy flamenco jak: Rafael Cortés, Gerardo Núnez czy Salva del Real. W 1992 stworzył formację Viva Flamenco! (wcześniej „Szybki Lopez”). Po występie na festiwalu we Włoszech w 1998, został zaproszony do Akademii Sztuk Pięknych i Muzyki w Nagpurze (Indie), gdzie był nauczycielem gitary i jednocześnie pobierał nauki gry na sitarze. Ukończył Politechnikę Śląską w Gliwicach na kierunku Architektura i Urbanistyka.
Współpracował z czasopismami: Flamenco International Magazine, Jazz Forum, Świat Gitary, TopGuitar, na łamach których pisał o muzyce gitarowej, flamenco i udzielał wywiadów. Od 2001 prowadzi Agencję Artystyczną której zadanie jest promocja hiszpańskiej i indyjskiej muzyki w Polsce i poza jej granicami. W 2005 założył wytwórnię CM Records. Prowadził cykl wykładów na Wydziale Muzykologii Uniwersytetu Jagiellońskiego w Krakowie na temat muzyki indyjskiej i flamenco. Od 2009 koordynator programowy i dyrektor artystyczny festiwalu Nuevo Mundo Festival w Krakowie.
Obecnie doktorant i wykładowca Akademii Muzycznej w Krakowie
Odbył szereg koncertów m.in. w USA, Kanadzie, Rosji, Turcji, Indiach, Meksyku, Panamie, Kostaryce, Kolumbii, Singapurze, Tajlandii, Nigerii, Omanie, Białorusi oraz w niemal wszystkich krajach Europy.

## Dyskografia

### Albumy autorskie
- Indialucia (2005, CM Records)
- Indialucia (2007, Rasa Music)
- Acatao (2014, CM Records)[5]

### Udział gościnny
- Tuomas Kantelinen, “The Adventurers” Milan Records 2017 (USA)
- Małgorzata and Andrzej Otremba “Sweet & Spicy, CM Records 2017 (Polska)
- Culture of the Spirit Vol.1, CoS Records 2016 (Włochy)
- Dobroto CD, CM Records 2016 (Polska)
- Song Called Life, Single 2015 (Belgia)
- Tuomas Kantelinen, „The Snow Queen” (2013, Ondine)
- Casabella, Open the Gate (2013, Casabella)
- Ignacio Fernandez, Conjuro (2011, CM Records)
- Village Kollektiv, Subvillage Sound, (2010, Open Sources)
- Maria Pomianowska, Chopin na 5 Kontynentach (2010, CM Records)
- Sulphur Phuture, Sulphur Phuture, (2009, Open Sources)
- Perły i Łotry Shanghaju, Szantypody (2007, Joter Music)
- Noche de Boleros, Chilli (2007, Warner Music)
- Revive, (2006, Rasa Music)
- Bogusław Maciaszek, Remedium Solińskie (2006, Ruthenus)
- Budujemy Mosty, (2006, Ziarno 200)
- Intriguing India, (2006, Rasa Music)
- Rasa Mello III, (2005, Rasa Music)
- Beltaine, Rockhill, (2004, Beltaine & WSZiM)
- Blue Café, Demi – Sec, (2003, Pomaton EMI)
- Silesian Guitar Autumn 2002, (2003, MCK)
- Lean Back, 10 Plus Siedem, (1999, MR)
- Twelve Waterdrop Stories, (1996, Eine Mehr Produktion)

### Muzyka filmowa
- The Adventurers(inne języki), 2017 (USA)
- Boso przez świat – Hiszpania i Portugalia, Telewizja Polska 2009 (Polska)
- Święci z Bostonu 2: Dzień Wszystkich Świętych (The Boondock Saints 2: All Saints Day), ścieżka dźwiękowa, (2009, Stage 6 Films)
- Naked in Ashes, ścieżka dźwiękowa (2005, Tony Humecke)

## Nagrody
- Tyski Ambasador Kultury 2024[6]
- Golden Europea - nagroda - złota statuetka za artystyczną i kulturalną aktywność przyznana przez European Union of Arts[7]
- II nagroda - Time Portal Festival w Pradze (2019)
- II nagroda – Folkowy Fonogram Roku 2014 za album Acatao (2015)
- nominacja do nagrody Fryderyk 2006 za album Indialucia (2007)
- I nagroda – Wirtualne Gęśle – Najlepszy Album Folkowy roku 2005 (2006)
- II nagroda – Folkowy Fonogram Roku 2005 (2006)
- Najlepszy Gitarzysta Flamenco w plebiscycie „Gitara i Bas” (2005)
- Najlepszy Gitarzysta Flamenco w plebiscycie „Gitara i Bas” (2004)
- III nagroda – „Ethnosfera” w Skierniewicach (2002)
- Stypendium w „Academy of Music and Fine Arts” w Indiach (1999)
- I nagroda im. M. Baczko i P. Zakrzewskiego otrzymana od „Fundacji dla Polski” (1999)
- I nagroda Ministra Kultury i Sztuki – „Folkowa Majówka” w Radomiu (1998)
- I nagroda Radia Katowice w konkursie „Chcę być Gwiazdą” (1997)
- II nagroda – „Folkowa Majówka” w Radomiu (1997)
- Nagroda Rektora Lubelskiego Uniwersytetu im. Marii Curie – Skłodowskiej (1996)
- II nagroda – „Mikołajki Folkowe” w Lublinie (1996)
- II nagroda – „Folkowa Majówka” w Radomiu (1996)
- III nagroda – „Festiwal Muzyki Prawdziwej” w Tarnowskich Górach (1995)